# Laudo Alfonso XIII

O Rio Coco, cujo curso foi estabelecido pelo rei da Espanha Alfonso XIII em 1906 para resolver o conflito fronteiriço entre Honduras e Nicarágua.

O Laudo Alfonso XIII é uma sentença proferida em Madrid, em 23 de dezembro de 1906, num julgamento de arbitragem entre Honduras e Nicarágua para definir a linha de fronteira entre os dois países na encosta do Caribe. O Parque España ou Parque Alfonso XIII em Tegucigalpa comemora este evento e o Rei Afonso XIII da Espanha.

## Antecedentes
Em 1888, através da convenção Membreño-Castillo, cujas ratificações foram trocadas no ano seguinte, Honduras e Nicarágua delimitaram boa parte da fronteira na região onde contíguam seus respectivos departamentos de Choluteca e Nueva Segovia. Contudo, fronteira no Caribe permaneceu pendente e, em 1889, ambos os países assinaram a convenção Zelaya-Zavala, através da qual o uti possidetis de 1821 foi aceito e foi acordado submeter sua definição à arbitragem do Presidente de El Salvador, mas Honduras não aprovou.
Em 1894, Honduras e Nicarágua assinaram o Tratado Bonilla-Gámez, no qual foi acordado nomear uma nova comissão mista para demarcar a fronteira conforme o uti possidetis de 1821. O que a comissão não conseguisse definir seria decidido em arbitragem por uma comissão tripartite na qual haveria um representante de Honduras e outro da Nicarágua, e o terceiro seria um diplomata de um país intercessor residente na Cidade da Guatemala, onde naquela época estava sediada a maior parte das legações estrangeiras credenciadas nos países centro-americanos.
As ratificações do tratado Bonilla-Gámez foram trocadas em 1896. Em 1900 começaram os trabalhos da comissão mista, que durou até 1904. A fronteira estava perfeitamente definida desde o Pacífico até o local denominado Teocacinto, mas daí em diante até o Mar do Caribe não foi possível chegar a um acordo. Honduras pretendia que a linha seguisse o curso do rio Coco ou Segóvia e, nas proximidades da costa, uma linha reta horizontal até Sandy Bay. A Nicarágua, por sua vez, reivindicava como fronteira o curso do rio Patuca e uma linha vertical até o Cabo Camarón.

## Escolha do Árbitro
Para resolver as diferenças, e de acordo com o Tratado Bonilla-Gámez, em 1904 Honduras enviou Alberto Membreño à Guatemala e José Dolores Gámez à Nicarágua, mas os comissários, em vez de nomear um diplomata estrangeiro credenciado na capital guatemalteca como terceiro árbitro, decidiram que o problema em disputa fosse submetido à arbitragem do Rei de Espanha. A ideia foi aceita pelos governos dos dois países, e o rei Afonso XIII aceitou o papel de árbitro e nomeou uma comissão para ouvir e examinar os argumentos de ambas as partes. De 1905 a 1906 ocorreu em Madrid o julgamento arbitral, que terminou em 23 de dezembro de 1906 com uma sentença em que o rei, aceitando substancialmente as teses hondurenhas, designou como fronteira o talvegue do rio Coco até sua foz perto do Cabo Gracias a Dios. Embora considerasse que alguns pontos da decisão arbitral necessitavam de esclarecimento, o Governo da Nicarágua aceitou e o Presidente José Santos Zelaya felicitou o seu colega hondurenho pela vitória no litígio.

## Impugnação do laudo régio
Em 1912, quando parecia que faltava apenas realizar a marcação da linha fronteiriça, a Nicarágua anunciou surpreendentemente que considerava nula e sem efeito a sentença de Afonso XIII, entre outras coisas porque em 1904 os comissários Bonilla e Membreño haviam se afastado das disposições do tratado Bonilla-Gámez sobre a designação de um terceiro árbitro. Contudo, a verdade é que a Nicarágua aceitou esta mudança e participou no processo de arbitragem sem objetar.

## Negociações posteriores
Como Honduras manteve a validade da sentença, os Estados Unidos ofereceram mediação e de 1918 a 1920 foram realizadas várias rodadas de negociações em Washington D.C., sem qualquer resultado. Em 1930, através do protocolo Ulloa-Irías, a Nicarágua aceitou a decisão de Afonso XIII, mas as câmaras legislativas nicaraguenses negaram a aprovação do acordo e a disputa prosseguiu.
Em agosto de 1937, a Nicarágua emitiu selos postais nos quais aparecia um mapa mostrando como território disputado a região que havia reivindicado no julgamento arbitral. Honduras protestou vigorosamente e parecia que uma guerra entre os dois países iria eclodir. A Costa Rica, os Estados Unidos da América e a Venezuela ofereceram a sua mediação e no dia 3 de novembro teve início uma série de reuniões em San José para tentar chegar a um acordo, que foi concluído no dia 10 de dezembro com a assinatura de um convênio que pôs fim à as tensões, mas não resolveu a disputa fronteiriça.

## Confirmação da validade do laudo
Em 1957, Honduras e Nicarágua concordaram em submeter a disputa sobre a validade do laudo de Alfonso XIII à Corte Internacional de Justiça, que em 18 de novembro de 1960 decidiu a favor de Honduras e confirmou a validade da sentença arbitral.